# カイナー・デルガド
カイナー・ジョアン・デルガド（Keiner Jhoan Delgado, 2004年1月5日 - ）は、ベネズエラのミランダ州グアレナス出身のプロ野球選手（内野手）。右投両打。MLBのピッツバーグ・パイレーツ傘下所属。

## 経歴
2021年5月にニューヨーク・ヤンキースと契約してプロ入り。
2022年、傘下のルーキー級ドミニカン・サマーリーグ・ヤンキースでプロデビュー。52試合に出場して打率.310、3本塁打、28打点、34盗塁を記録した。

## プレースタイル
打撃ではコンタクト能力と四球を選べる選球眼に優れている。守備では遊撃手として目されているが他選手との兼ね合いで二塁手へのコンバートの可能性もあると言われている。